# Nublado denso central

Tempestade tropical Ana (2009) com seu pequeno CDO

O nublado denso central, nas suas siglas em inglês CDO central dense overcast, vem de um ciclone tropical ou ciclone subtropical forte, é a grande área central de tempestades em torno do seu centro de circulação, causada pela formação da sua parede do olho. Pode ser redondo, angular, oval ou de formato irregular. Esta característica aparece em ciclones tropicais com força de tempestade tropical ou furacão. A distância que o centro está embutido no CDO e a diferença de temperatura entre os topos das nuvens dentro do CDO e o olho do ciclone podem ajudar a determinar a intensidade de um ciclone tropical. Localizar o centro dentro do CDO pode ser um problema para fortes tempestades tropicais e com sistemas de força mínima de furacão, pois sua localização pode ser obscurecida pela alta cobertura de nuvens do CDO. Este problema de localização central pode ser resolvido com o uso de imagens de satélite de microondas.
Depois que um ciclone se fortalece em torno da intensidade de um furacão, um olho aparece no centro de CDO, definindo o seu centro do baixa pressão e seu campo de vento ciclônico. Os ciclones tropicais com intensidade variável têm mais relâmpagos em seu CDO do que as tempestades de estado estacionário. O rastreamento de recursos de nuvem dentro do CDO usando imagens de satélite frequentemente atualizadas também pode ser usado para determinar a intensidade de um ciclone. Os ventos máximos máximos sustentados em um ciclone tropical, bem como suas chuvas mais pesadas, geralmente estão localizados sob o topo das nuvens mais frias do CDO.

## Características

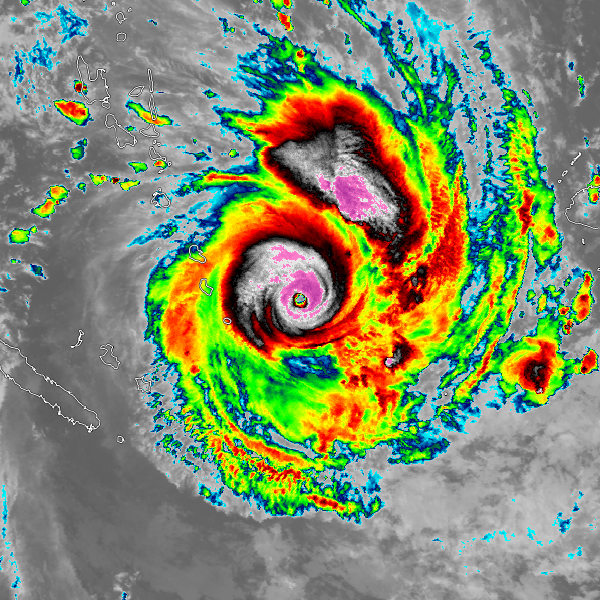
Ciclone tropical Winston do hemisfério sul com um grande CDO ao redor do olho

É uma grande região de tempestades que cercam o centro de ciclones tropicais e subtropicais mais fortes que aparecem brilhantemente (com topos de nuvens frias) em imagens de satélite. O CDO se forma devido ao desenvolvimento de uma parede do olho dentro de um ciclone tropical. Sua forma pode ser redonda, oval, angular ou irregular. O seu desenvolvimento pode ser precedido por uma banda convectiva em C, estreita e densa. No início de seu desenvolvimento, o CDO costuma ser angular ou oval em forma, que se arredonda, aumenta de tamanho e parece mais suave à medida que um ciclone tropical se intensifica. As formas arredondadas de CDO ocorrem em ambientes com baixos níveis de cisalhamento do vento vertical.
Os ventos mais fortes dentro dos ciclones tropicais tendem a estar localizados sob a convecção mais profunda dentro do CDO, que é vista em imagens de satélite como o topo das nuvens mais frias. O raio de vento máximo é geralmente colocado com os topos das nuvens mais frias dentro do CDO, que também é a área onde a chuva de um ciclone tropical atinge sua intensidade máxima. Para ciclones tropicais maduros que estão em estado estacionário, o CDO quase não contém atividade de relâmpagos, embora relâmpagos sejam mais comuns em ciclones tropicais mais fracos e para sistemas com flutuação de intensidade.

## Olho
O olho é uma região de clima predominantemente calmo no centro do CDO de fortes ciclones tropicais. O olho de uma tempestade é uma área aproximadamente circular, normalmente 30–65 km (19–40 mi) de diâmetro. É cercado pela parede do olho, um anel de tempestades que cercam seu centro de circulação. A pressão barométrica mais baixa do ciclone ocorre no olho e pode ser até 15% mais baixa do que a pressão atmosférica fora da tempestade. Em ciclones tropicais mais fracos, o olho é menos bem definido ou inexistente e pode ser coberto por alta nebulosidade causada pelo fluxo de nuvem cirrus do nublado denso central circundante.

## Use como um indicador de força de ciclone tropical

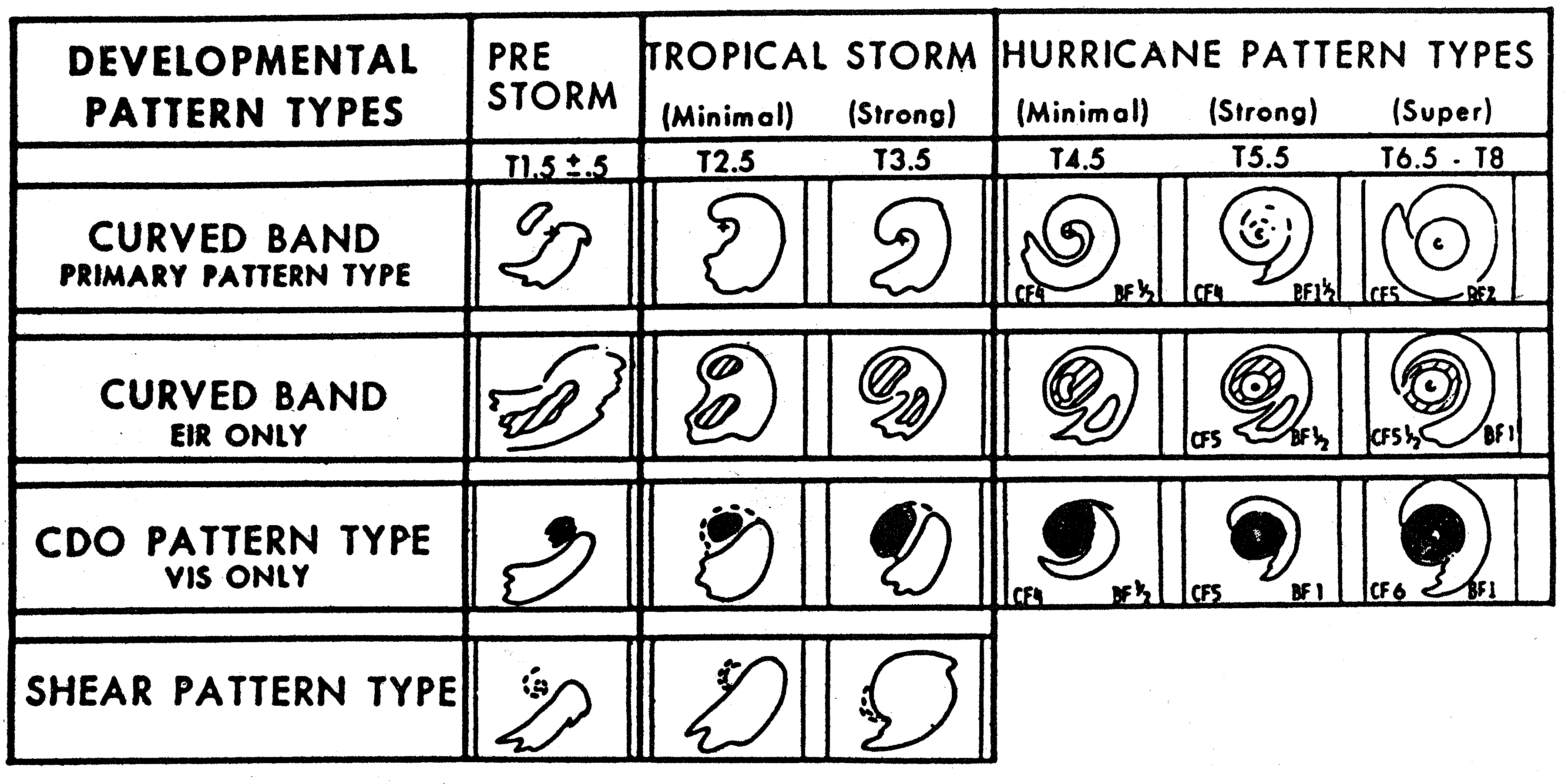
Padrões de desenvolvimento comuns vistos durante o desenvolvimento de ciclones tropicais e suas intensidades atribuídas a Dvorak

Dentro da estimativa de força do satélite Dvorak para ciclones tropicais, existem vários padrões visuais que um ciclone pode assumir que definem os limites superior e inferior de sua intensidade. O padrão central denso de nuvens (CDO) é um desses padrões. O nublado central denso utiliza o tamanho do CDO. As intensidades do padrão de CDO começam em T2.5, equivalente à intensidade mínima de tempestade tropical, 40 mph (64 km/h). A forma do nublado denso central também é considerada. Quanto mais distante o centro estiver inserido no CDO, mais forte será considerado. As feições de faixas podem ser utilizadas para determinar objetivamente o centro do ciclone tropical, usando uma espiral logarítmica de dez graus. Usando o 85-92 Os canais de GHz de imagens de satélite de micro-ondas em órbita polar podem localizar definitivamente o centro dentro do CDO.
Ciclones tropicais com ventos máximos sustentados entre 65 mph (105 km/h) e 100 mph (160 km/h) podem ter seu centro de circulação obscurecido por nebulosidade em imagens de satélite visível e infravermelho, o que torna o diagnóstico de sua intensidade um desafio. Os ventos em ciclones tropicais também podem ser estimados rastreando recursos dentro do CDO usando imagens de satélite geoestacionárias de varredura rápida, cujas fotos são tiradas em minutos, em vez de a cada meia hora.